# Dům U Zlatého slunce (Kadaň)
Dům U Zlatého slunce (Mírové náměstí čp. 185) patří k nejstarším měšťanským domům na Starém Městě v Kadani. Nachází se přímo na hlavním náměstí (nyní Mírové, dříve Tržní) hned vedle kadaňské radnice.

## Dějiny domu a jeho majitelé
Jeden z nejstarších kadaňských měšťanských domů čp. 185 musel být po velkém požáru města roku 1498 zcela zrekonstruován. Tehdy byl dům uveden do nové podoby v pozdně gotickém stylu. V roce 1526 je jako jeho majitel uveden měšťan Hans Voyth, který dům později prodal jistému Hieronymu Clementovi. Od něj dům roku 1540 přešel do vlastnictví rodiny Gesnerových. Jakýsi manželský spor měšťanky Anny Gesner, vdovy po zesnulém Urbanu Gesnerovi, přijel do Kadaně roku 1569 osobně vyřešit pražský arcibiskup Antonín Brus z Mohelnice. Písemné prameny rovněž informují, že komise, která v se k případu sešla, zasedala ve františkánském klášteře Čtrnácti sv. Pomocníků v Kadani a pro občerstvení jí byly poskytnuty čerstvé ryby, zásoby masa a sud kadaňského piva. Také v měšťanském domě čp. 185, který posléze sám obdržel právo várečné, je k roku 1586 doložena sladovna a pivovar. Někdy mezi léty 1580 až 1600 byl dům honosně přestavěn v renesančním stylu. Z této renovace je dochován velkolepý pískovcový portál s kamenickou značkou LW. Zajímavostí je, že stejnou značkou byla opatřena také sochařská výzdoba takzvané Krocínovy kašny na Staroměstském náměstí v Praze, jež vznikala v letech 1591 až 1596, přičemž autorství je připisováno jinak neznámému sochařskému mistrovi původem z Itálie. Pod současnou fasádou domu U Zlatého slunce je skryta pompézní sgrafitová výzdoba s výjevy z loveckého života.
V 17. a 18. století fungovala v domě lékárna, kterou provozovala rodina Franck. Příslušníkem této významné měšťanské rodiny byl kupříkladu Johann Bartholomäus Ignaz Franck, který v Kadani před rokem 1688 zastával úřad královského rychtáře. Součástí domu nejspíše nadále zůstávala jak sladovna, tak i pivovar, jelikož v roce 1726 dům zdědili včetně veškerého pivovarského příslušenství, výčepu a hostince manželé Johann Michael a Maria Theresia Tschepperovi. Od roku 1809 zde pak měšťan Drechsler provozoval hostinec U Zlatého slunce, který dal domu natrvalo jeho název i domovní znamení.
V roce 1899 dům U Zlatého slunce zakoupilo město Kadaň, které jej nechalo nákladně opravit, a většina prostor byla využita pro potřeby městského úřadu. Zbývající část domu si v roce 1927 pronajal velkostatkář Emanuel Karsch z Prunéřova, který zde zřídil mondénní restauraci s kavárnou. V hlavním sále tohoto restaurantu se také ještě za první republiky scházel místní šachový spolek. Oficiální český šachový klub zde byl založen dne 5. října 1947. Patronem tohoto klubu se stal světoznámý československý a později anglický šachový mistr Čeněk Kottnauer, který dokonce 28. listopadu 1948 osobně zavítal do domu U Zlatého slunce mezi kadaňské šachisty.
V současné době se v prostorách původního restauračního zařízení nachází Pivní restaurace a v domovním průjezdu vstup do Muzea čarodějnic.

## Domovní znamení

Domovní znamení

Slunce, které je domovním znamením domu čp. 185, má řadu ikonografických významů. Je symbolem pravdy a odkazuje také na spravedlnost. V křesťanské ikonografii je symbolem mariánským, který úzce souvisí s apokalyptickým výjevem ženy oděné sluncem. Domovní znamení domu U Zlatého slunce je výrazně antropomorfizované, tj. zlatý sluneční kotouč, z nějž vycházejí paprsky, má rysy usmívající se lidské tváře. V evangeliu podle Matouše se v jedné pasáži píše, že Ježíš vystoupil s apoštoly na vysokou horu, kde se jim zjevili Mojžíš a Eliáš, přičemž Ježíšova tvář zářila jako slunce.
Motiv slunce podobný tomu na domovním znamení domu nalezneme také v heraldice, kde, přestože je slunce jednou z obecných neživotných figur, je na znacích vyobrazováno zásadně s lidským obličejem a paprsky.
Domovní název U Zlatého slunce býval vždy velmi oblíbený a domy tohoto jména nalezneme například ve Vídni, Praze, Plzni, Vratislavi, Žitavě i Chebu.

## Zajímavost
Podle pověsti stával na místě nynějšího domu U Zlatého slunce v Kadani dvůr původně náležející ke komendě rytířského řádu johanitů, který do města přišel již koncem 12. století. Jako upomínka pak měl být prý v později vzniknuvším měšťanském domě uchováván starodávný obraz řádových rytířů v černých pláštích s bílými kříži, který shořel při velkém požáru města roku 1811. Pověsti praví, že v průjezdu domu se zjevuje přízračný řádový rytíř v přilbici s taseným mečem. Právě v tomto průjezdu se taktéž dochoval reliéf s andělem, který údajně pochází ještě z někdejšího johanitského dvora a je tak jeho jedinou dochovanou částí a nejstarším architektonickým prvkem domu.